# Тюркоязычные народы Ирана
Тюркоязычные народы Ирана — это собирательное название разных тюркоязычных этносов, каждый из которых имеет собственное название. Территория расселения тюрков весьма обширна и простирается от гор Чанбайшань (Маньчжурия) на востоке до среднего течения Дуная на западе, и от Индии, Ирана и Египта на юге вплоть до устья реки Лена и бассейна реки Кама на севере.
Некоторые тюркоязычные этнические группы переняли тюркский язык благодаря тесным контактам и смешению с его носителями.
Поэтому такие выражения, как «тюркские народы» и «тюрки» не означают, что эти народы обладают общим происхождением, и название «тюрки» указывает лишь на языковой аспект и не имеет отношение к этническому происхождению.
Некоторые источники для названия тюрок используют слово «таржетаус/таргитаус», которое соотносят со словом «тугарме/тукарме» в Торе.

## История
Некоторые считают отцом тюрок Тура (Туджа) — сына Ферейдуна, который, согласно иранским преданиям, стал правителем туранских земель. В некоторых пехлевийских источниках, таких как, например, «Бундахишн», «Шахнаме» и «Сасанидские предания» слово «турани» является синонимом для слова «тюрок», а Туран называется словом «Туркестан».
Также, туранский герой Афрасиаб в некоторых турецких, персидских и арабских классических преданиях именуется великим государем тюрков (Алб-Артонка — человек, сильный и смелый словно тигр), Афрасиабом Тюркским, Царем Тюрок, Питомцем Туркестана, потомком Пишанга (правнука Тура) и т. д. И поэтому, некоторые тюркские правители (в частности, Каракитаи и Караханиды) тоже называли себя потомками Афрасиаба.
Самым ранним обнаруженным источником, в котором слово «тюрки» неоднократно упоминается в значении группы людей, являются орхонские надписи на камнях, относящиеся к II веку лунной хиджры (VIII в. н. э.). Ряд исследователей считает, что слово «тюрк» в этих памятниках имеет значение «народ, связанный с государством; подданные»; «сила, энергия»; «мощь».
Большая часть ученых сходится во мнении, что название «тюрк» первоначально означало название племени или же прозвище или титул предка правящего рода Ашина (Ашена). После укрепления правящего племенного союза хаканов «Гёктюрк», название этого союза стало звучать как «Будун-тюрк» и стало всеобщим. «Будун-торк» стало названием, дававшимся союзу племен, однако, зачастую, представители данного объединения могли не иметь общих корней и даже единого языка.
С начала I века по солнечной хиджре/второй половины VI века н. э. византийцы, активно развивавшие политические и экономические контакты Византийской империи с тюрками, стали для империи Гёктюрков использовать название «тюрки», в это же время на территории Ирана это название постепенно начинает замещать привычный прежде термин туранцы.
Таким образом, с распространением названия «тюрк», в византийских источниках с VI века н. э. Центральная Азия стала упоминаться как «Турхья» (Турция). С VI (XII) в., Анатолия становится известной под названием «Турция» из-за войн и миграции в неё турок, которая началась с начала второй половины V (XI) в. Иранские источники также постепенно перешли от термина «Туран» к термину «Туркестан».
Западные историки, опираясь на китайские источники, утверждают, что прародиной тюрок являются Алтайские горы. Однако некоторые другие историки считают их прародиной регион между Алтайскими горами и степями Киргизии, или же территории к юго-западу от Байкала.
Последние исследования лингвистов повысили вероятность того, что первым местом обитания тюрок были равнины между Алтайским и Уральским горными хребтами или даже степи на северо-востоке Каспийского моря.
Не вызывает сомнений то, что турки несколько столетий до и после начала нашей эры жили на территории Монголии и соседствовали с китайцами на юге, индоевропейцами и скифами на западе и юго-западе.
Исследователи начинают отсчет истории тюрков с империи сюнну (хунну), которые в китайских источниках стали именоваться гуннами, и считают гуннов предками тюрок.
Расцвет империи гуннов начался в 209 г. до н. э., и её территория после покорения различных тюркских, монгольских, тунгусских и индоевропейских племен стала простираться от Байкала до Тибета, и от Каспийского моря и Уральских гор до реки Хуанхэ.
Конец империи гуннов настал в 453 году н. э. после смерти её мощного правителя — Аттилы.
После распада гуннской империи был создан новый племенной союз, получивший название Гёктюрк, который объединил племена, оставшиеся на территории бывшего государства гуннов. Империя Гёктюрков через проход в кавказских горах смогла контактировать с Сасанидской империей и Византией.
Истеми, правитель Гёктюрков, выдал свою дочь за сасанидского правителя Ануширвана. В данном браке был рожден Ормизд IV, который в свою очередь получил прозвище Тюркзаде («рожденный тюрчанкой»).
Основной верой тюрков, обитавших в степи, а также гуннов, было тенгрианство (религия небесного бога), сохранявшееся у них до времени принятия ислама. До принятия ислама часть тюрок также исповедовала шаманизм. Среди тюрок также были распространены и другие религии, такие религии как манихейство, христианство, иудаизм, буддизм, зороастризм и т. д.
Принятие ислама тюрками было непосредственным образом связано с тем, что они добирались до исламских территорий и в ходе своей экспансии достигли Европы, Африки, Индостана, некоторых регионов Ирана и Кавказа, Малой Азии и в особенности Мавераннахра, в результате чего некоторые народы завоеванных регионов перешли на тюркский язык.
Согласно имеющимся историческим свидетельствам, к началу Саманидского правления (начало IV века хиджры или конец IX века н. э.) тюркское население уже в основной массе приняло ислам.
Тюрки с самого начала проникновения арабов на территорию Центральной Азии получили доступ на государственную службу халифата. Возникшая при Аббасидах традиция нанимать гулямов для служения в войсках распространилась на все восточные исламские государства. Тюркские гулямы составляли большинство воинов в государствах Саманидов, Газневидов, Караханидов, Зияридов и Буидов.
Сегодня тюркоязычные народы живут по всему миру, особенно на территориях между Балканским полуостровом и северо-западом Сибири. По оценке, 98 % тюрков — мусульмане.
Тюркские народы на основе региона проживания подразделяются на сибирскую, алтайскую, восточнотуркестанскую, западнотуркестанскую, кавказскую, иранскую, поволжскую, уральскую, крымскую, польскую, румынскую группы, каждая из которых, в свою очередь, делится на различные народы.
На территории Ирана проживают такие тюркские этнические группы, как кашкайцы, афшары, каджары, шахсевены, хорасанские тюрки, халаджи, баяты, туркмены, айналлу, а также ряд других мелких и крупных племен.